# 노장진
노장진(盧長震, 1974년 8월 10일 ~ )은 전 KBO 리그 롯데 자이언츠의 투수이자, 현 세한대학교의 투수코치이다.

## 선수 경력
사생활 문제로 말썽이 많았던 선수이다. 1993년 공주고를 졸업하고 원광대학교 야구부 합숙훈련 중 도중 뛰쳐나와 계약금 4천만원의 조건으로 빙그레 이글스에 입단하였다. 하지만 그 해 불성실한 생활 태도로 임의탈퇴 선수로 공시되었고, 현역으로 입대하여 안양에서 유격조교로 3년간 군 복무를 했다. 1997년 한화 이글스에 복귀했지만 별 활약은 없었다. 1999년 최익성을 상대로 삼성 라이온즈에 트레이드되었으며 이적 첫 해인 1999년부터 2년 연속 두자릿수 선발승(첫 해 15선발승 이적 2년째 10선발승)을 기록했고  2001년 시즌 도중 마무리로 전환한 김진웅이 그 해 한국시리즈에서 난타당하는 아픔을 겪은 데다 2002년 4월 10일 롯데를 상대로 9회말 2사 후 최다점수차 역전패란 참사를 일으키는 등 시즌 초 극심한 부진을 보이자 김진웅 대신 마무리 투수로 전환하여 준수한 활약을 했다. 2002년 아시안 게임 금메달 멤버와 삼성 라이온즈의 2002년 한국시리즈 우승 멤버로 활약했다. 2003년에 마무리에서 부진을 보이자 이듬해 선발로 전환하였고 이에 앞서 전년도 말 송지만과의 맞트레이드를 통해 한화로 복귀할 예정이었지만 이런저런 사정 때문에 좌절됐으며 송지만은 권준헌과의 맞트레이드로 현대 유니폼을 입었다. 그러나 마무리에서 선발로 전환하였던 2004년에는 시즌 초부터 다시 잡음에 휘말렸다. 그 해 4월 7일 고지행과 함께 음주 사건으로 원정 숙소에서 무단 이탈하여 크게 물의를 빚었고, 2004년 7월 12일 김승관과 함께 롯데 자이언츠로 트레이드되었다. 이때 그와 같이 이탈하였던 고지행은 2004 시즌 중 방출당했다. 그의 트레이드 상대는 김대익과 박석진이었다. 2005년 시즌 중 부인이 사망했고, 2006년 시즌 개막 전 윤학길 당시 롯데 자이언츠 코치에게 문자 메시지를 남긴 후 또다시 팀을 무단 이탈하여 징계를 받고 복귀했다. 그 해 그는 FA를 선언했으나, 그가 무단 이탈한 전력 등 강하게 이미지가 남은 사생활 문제 때문에 롯데 자이언츠를 포함하여 다른 팀들과 계약하지 못해 FA 미아가 되어 사실상 방출되었다. 빙그레 이글스 입단 시절 한솥밥을 먹은 바 있는 장정순 세한대 감독의 부름을 받아 현재는 세한대 코치로 활동하고 있다.

## 가족 관계
- 아들 노학준(NC 다이노스)
- 아들  노승민

## 출신 학교
- 공주중학교
- 공주고등학교

## 통산 기록

### 투구 기록
| 년도 | 팀     | 평균자책 | 경기수 | 승 | 패 | 세 | 홀드 | 완투 | 완봉 | 이닝     | 피안타 | 피홈런 | 4사구 | 탈삼진 | 실점 | 자책점 | 비고                       |
| ---- | ------ | -------- | ------ | -- | -- | -- | ---- | ---- | ---- | -------- | ------ | ------ | ----- | ------ | ---- | ------ | -------------------------- |
| 1993 | 빙그레 | 4.41     | 26     | 3  | 10 | 3  | 0    | 1    | 0    | 100      | 88     | 4      | 62    | 93     | 57   | 49     |                            |
| 1997 | 한화   | 5.47     | 35     | 6  | 10 | 0  | 0    | 0    | 0    | 133 1/3  | 124    | 21     | 91    | 81     | 84   | 81     |                            |
| 1998 | 한화   | 5.24     | 35     | 7  | 10 | 0  | 0    | 1    | 0    | 149 1/3  | 150    | 20     | 84    | 104    | 91   | 87     |                            |
| 1999 | 삼성   | 4.35     | 33     | 15 | 9  | 0  | 0    | 2    | 1    | 188 1/3  | 180    | 17     | 116   | 173    | 100  | 91     |                            |
| 2000 | 삼성   | 4.29     | 28     | 11 | 8  | 0  | 0    | 1    | 0    | 138 1/3  | 142    | 15     | 89    | 103    | 72   | 66     |                            |
| 2001 | 삼성   | 4.62     | 22     | 7  | 2  | 1  | 1    | 0    | 0    | 85 2/3   | 88     | 10     | 67    | 57     | 47   | 44     |                            |
| 2002 | 삼성   | 2.54     | 63     | 11 | 5  | 23 | 1    | 0    | 0    | 127 1/3  | 98     | 15     | 54    | 146    | 38   | 36     | 부산 아시안 게임 대표 선수 |
| 2003 | 삼성   | 4.12     | 53     | 9  | 10 | 21 | 1    | 0    | 0    | 83       | 73     | 8      | 53    | 87     | 40   | 38     |                            |
| 2004 | 롯데   | 4.11     | 34     | 1  | 0  | 17 | 1    | 0    | 0    | 46       | 51     | 7      | 30    | 55     | 22   | 21     |                            |
| 2005 | 롯데   | 2.45     | 35     | 1  | 2  | 18 | 0    | 0    | 0    | 33       | 19     | 3      | 9     | 52     | 9    | 9      |                            |
| 2006 | 롯데   | 4.66     | 42     | 3  | 4  | 6  | 5    | 0    | 0    | 48 1/3   | 44     | 5      | 39    | 32     | 25   | 25     |                            |
| 통산 | 11시즌 | 4.35     | 406    | 74 | 70 | 89 | 9    | 5    | 1    | 1132 2/3 | 1057   | 125    | 694   | 983    | 585  | 547    |                            |

### 타격 기록
| 년도 | 팀    | 타율 | 경기수 | 타수 | 안타 | 2루타 | 3루타 | 홈런 | 타점 | 득점 | 도루 | 도루실패 | 4사구 | 삼진 | 병살타 | 희생타 | 장타율 |
| ---- | ----- | ---- | ------ | ---- | ---- | ----- | ----- | ---- | ---- | ---- | ---- | -------- | ----- | ---- | ------ | ------ | ------ |
| 2004 | 롯데  | 0.00 | 0      | 0    | 0    | 0     | 0     | 0    | 0    | 0    | 0    | 0        | 1     | 0    | 0      | 0      | 0.00   |
| 통산 | 1시즌 | 0.00 | 0      | 0    | 0    | 0     | 0     | 0    | 0    | 0    | 0    | 0        | 1     | 0    | 0      | 0      | 0.00   |